# Dalmacio Langarica
Dalmacio Langarica Lizasoain (Otxandio, 5 december 1919 - Basauri, 24 januari 1985) was een Spaans wielrenner en ploegleider, die professional was in de jaren 1943 tot 1955. Hij behaalde in totaal 62 overwinningen.
Zijn grootste succes was de eindzege in de Ronde van Spanje 1946. Hoewel hij een knieblessure moest verbijten, bleef hij Julián Berrendero een kwartier voor in het eindklassement.
Tijdens de Vuelta van 1948 maakte Langarica een gemene val tijdens de etappe tussen La Coruña en Ourense, toen hij trachtte aan te klampen bij de latere winnaar Bernardo Ruiz. Hij eindigde toch nog als vierde in het eindklassement en als tweede in het bergklassement.
Na zijn carrière als wielrenner werkte hij als ploegleider voor onder meer Kas. Het zwaarste moment in zijn loopbaan als directeur sportief beleefde hij toen hij een keuze moest maken tussen de Bask Jesús Loroño en de Castiliaan Federico Bahamontes tijdens de Tour van 1959. Het werd Bahamontes, die de ronde uiteindelijk ook zou winnen, maar als gevolg van die beslissing moest Langarica zijn bedrijf in het Baskenland na ernstige bedreigingen en boycotacties sluiten.

## Belangrijkste overwinningen
1944
- Subida al Naranco

1946
- GP Pascuas
- Klasika Primavera
- 6e etappe Ronde van Spanje
- 10e etappe Ronde van Spanje
- 14e etappe Ronde van Spanje
- 18e etappe deel a Ronde van Spanje
- Eindklassement Ronde van Spanje

1947
- Ronde van Alava

1948
- 2e etappe Ronde van Spanje
- 3e etappe Ronde van Spanje
- 5e etappe deel a Ronde van Spanje
- 10e etappe deel b Ronde van Spanje

## Resultaten in voornaamste wedstrijden
| Jaar | Ronde van Italië | Ronde van Frankrijk | Ronde van Spanje |
| ---- | ---------------- | ------------------- | ---------------- |
| 1945 |                  |                     | 14e              |
| 1946 |                  |                     | ↑ (5)            |
| 1948 |                  |                     | 4e (3)           |
| 1949 |                  | opgave              |                  |
| 1951 |                  | 58e                 |                  |
| 1952 | opgave           |                     |                  |
| 1953 |                  | 73e                 |                  |
| 1954 |                  | opgave              |                  |

| Jaar | Luik-Bast.‑Luik |
| ---- | --------------- |
| 1945 |                 |
| 1946 |                 |
| 1948 |                 |
| 1949 | 33e             |
| 1951 |                 |
| 1952 |                 |
| 1953 |                 |
| 1954 |                 |